# WY Geminorum
WY Geminorum eller HD 42474, är en dubbelstjärna belägen i mellersta delen av stjärnbilden Tvillingarna. Den har en högsta skenbar magnitud av ca 7,26 och kräver åtminstone en handkikare för att kunna observeras. Baserat på parallax enligt Gaia Data Release 3 på ca 0,517 mas beräknas den befinna sig på ett avstånd av ca 6 300 ljusår (ca 1 900 parsec) från solen. Den rör sig bort från solen med en heliocentrisk radialhastighet av ca 19,5 km/s.

## Observation

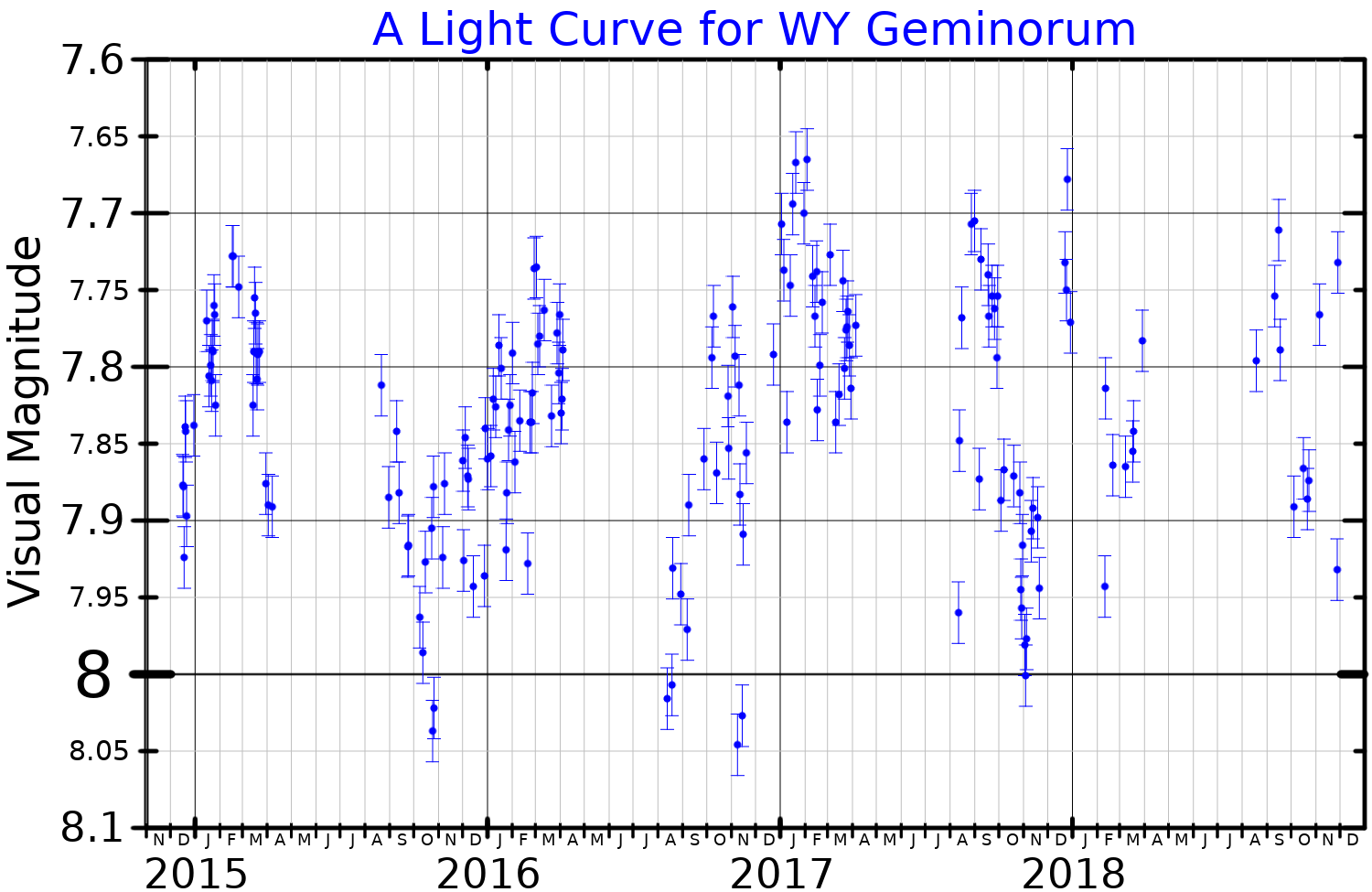
Ljuskurva i visuella bandet för WY Geminorum, anpassad från ASAS-SN-data

År 1922 fann M. L. Humason att spektrumet av HD 42474 matchar en stjärna av spektraltyp M, men med speciellt många ljusa linjer. Det verkar likna spektrumet för VV Cephei (HR 8383), en förmörkande binär. P. Swings och O. Struve upptäckte 1941 emissionslinjer i det ultravioletta spektrumet. Närvaro av ett stjärnspektrum av spektraltyp B från en följeslagare bekräftades 1954 av W. P. Bidelman. Primärstjärnans spektrum matchar en superjättestjärna av spektraltyp M. A. Cowley fann 1970 bevis på en atmosfärisk förmörkelse av följeslagaren. År 1981 fastställde A. Buzzoni att primärstjärnan var en halvregelbunden variabel av SRb-typ med en period på 169 dygn 
 

## Egenskaper
WY Geminorum  är en dubbelsidig spektroskopisk dubbelstjärna med en ungefärlig omloppstid på 64,48 ± 0,68 år och en hög excentricitet på 0,61. Primärstjärnan är en superjättestjärna av spektralklass M2Ia-b. Följeslagaren är troligen en varmare huvudseriestjärna av spektralklass B2 V. Paret klassificeras som ett stjärnsystem av VV Cephei-typ. Följeslagaren kan samla materia från superjätten vid tiden för periastronpassage, vilket resulterar i bildandet av en intermittent ackretionsskiva som kretsar kring den hetare stjärnan. Radiostrålning har upptäckts, som med största sannolikhet kommer från ett joniserat område i superjättens stjärnvind.